# Titus Bramble
Titus Bramble, född 31 juli 1981 i Ipswich, är en engelsk fotbollsspelare.
Bramble började sin karriär i Ipswich Town FC och började spela för A-laget säsongen 1998/1999  och blev ett kort tag i säsongen 1999/2000 utlånad till Colchester United FC. 2002 skrev han på för Newcastle United FC på 6 miljoner pund. 2007 gick han på free transfer till Wigan Athletic FC. Den 23 juli 2010 skrev han på ett treårskontrakt för Sunderland AFC som han lämnade efter säsongen 2012/2013.